# Лук Берџес
Лук Берџес (енгл. Luke Burgess; 20. август 1984) професионални је аустралијски рагбиста, који тренутно игра за италијански тим Зебре. Рођен је у аустралијском Њукаслу, тренирао је рагби у Сиднеју. Од 2003. до 2007. био је у екипи брамбиса, али поред неприкосновеног Грегана, на позицији демија, није имао шта да тражи, па је имао малу минутажу. У најјачој лиги на свету играо је још и за варатасе и ребелсе. Са Тулузом је освојио титулу првака Француске 2012. За репрезентацију Аустралије дебитовао је против Ирске 2008. у тест мечу. Био је део "валабиса" на светском првенству 2011. 